# André Jolivet

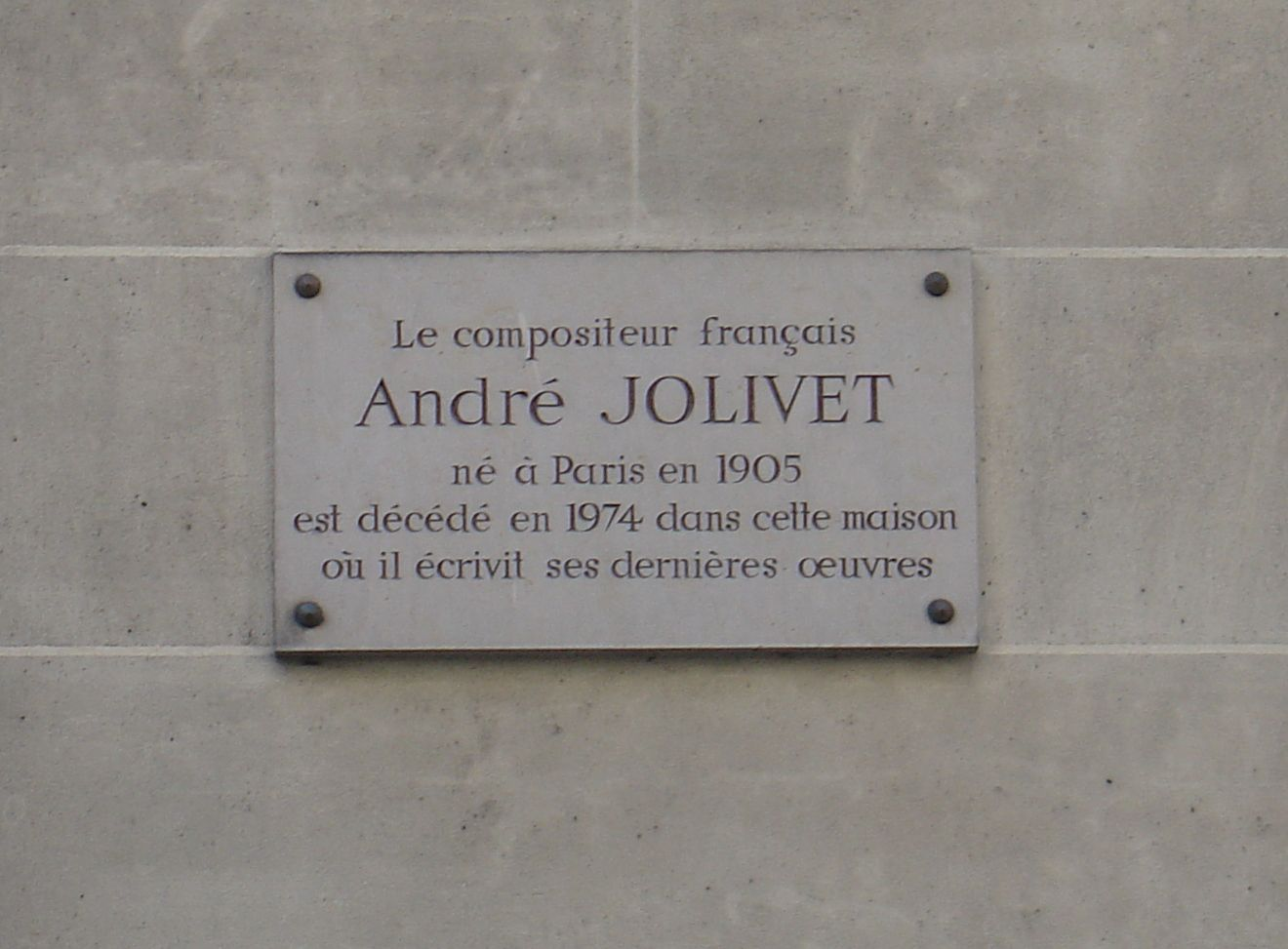
Placa conmemorativa en el domicilio donde murió Jolivet

André Jolivet (París, 8 de agosto de 1905 - 20 de diciembre de 1974) fue un compositor francés. Notable por su dedicación a la cultura y al pensamiento musical francés, su música se caracteriza por su interés en la acústica y la atonalidad, así como en las influencias, tanto del presente como del pasado, de la música, particularmente la de los instrumentos utilizados en la antigüedad.

## Biografía
Nació en París en el barrio de Montmartre, el 8 de agosto de 1905 en el seno de una familia de artistas, su madre pianista aficionada y su padre contable y pintor aficionado. Estudió primero con su madre y luego piano con Henriette Casadesus. Estudio de modo privado violonchelo y luego a partir de 1928 composición con Paul Le Flem, obteniendo una sólida formación en armonía y contrapunto.
Comenzó a interesarse por la atonalidad después de haber escuchado en concierto la música de Arnold Schönberg. Recomendado por Paul Le Flem, se convirtió en el único estudiante europeo de Edgard Varèse, con el que profundizó en sus conocimientos de acústica musical, sistemas de composición atonales y orquestación.
En 1936 Jolivet, junto con los compositores Olivier Messiaen, Daniel Lesur e Yves Baudrier, fundó el grupo "La jeune France", con el que aspiraban a establecer un modo de componer más humano y menos abstracto. Desde ese momento comenzó a revelarse lo que sería su filosofía compositiva, o sea, la idea de devolver a la música su significado arcaico, el que poseía cuando se encontraba ligada a los fenómenos esotéricos o religiosos, reencontrando de esta forma un lado emocional estrechamente ligado con el aspecto ritual.
Su obra inicial, que por su lenguaje atonal y violenta armonía denota la influencia de Varèse, cuenta con Mana (1935), Cinq incantations pour flûte (1936), Cosmogonie (1938) y Cinq danses rituelles (1939), entre otras. Entre las composiciones posteriores, algo más suavizadas por su intención de llegar mejor al público, cabe mencionar Trois complaintes du soldat (1940), Trois chansons de ménestrels (1943), Poèmes intimes (1944), la ópera bufa Dolorés ou le Miracle de la femme laide (1942) y el ballet Guignol et Pandore (1944). Particularmente interesante es Doce invenciones para doce instrumentos.
Durante los años de la Segunda Guerra Mundial la música de Jolivet se fue alejando progresivamente de la atonalidad para retomar un color más lírico y tonal. Después de unos años de trabajo en este estilo más simple, en los que compuso la ópera cómica Dolorès, ou Le miracle de la femme laide (1942) y el ballet Guignol et Pandore (1943), en su primera sonata para piano, compuesta en 1945, el músico intenta llegar a un compromiso entre ésta y su anterior forma de componer, más experimental, mostrando elementos de ambos universos compositivos. En 1945 publicó un artículo en el que declaraba que "la verdadera música francesa nada tenía que deber a Stravinski, y ello a pesar de que el músico ruso, como Jolivet, también se interesó vivamente por el tema del ritual en la música; esta toma de posición fue acompañada por un abandono del neoclasicismo en favor de un estilo compositivo menos académico y más relacionado con la esfera espiritual.
Dando finalmente cumplimiento a una pasión juvenil (durante su juventud se había visto poderosamente atraído por el mundo del teatro), Jolivet se convierte en 1945 en director musical de la Comédie-Française, cargo que ejerce hasta 1959, componiendo numerosa música circunstancial para las obras de Molière, Jean Racine, Sófocles y Paul Claudel. Simultáneamente, continuó sus labores musicales destinadas a las salas de concierto, a menudo inspiradas en sus frecuentes viajes alrededor del mundo. 
Durante los años cincuenta y sesenta André Jolivet compuso numerosos conciertos solistas con orquesta para instrumentos como la trompeta, el piano, la flauta, el arpa, el fagot, el violonchelo y las percusiones; estos trabajos denotan un uso virtuosístico de los instrumentos solistas. Fue también uno de los pocos compositores que escribieron música para las Ondas Martenot, un instrumento electrónico inventado en Francia en 1928 por Maurice Martenot.
En 1959 , fundó el Centro Francés de Humanismo Musical en Aix-en-Provence  un local de verano cuya vocación era ser un lugar de encuentro entre compositores, músicos y estudiantes. Pero, víctima del éxito alcanzado por esta empresa, Jolivet tuvo que abandonarla en 1964 , prefiriendo dedicarse principalmente a la composición más que a la pesada organización de esta academia. Entre 1959 y 1962 , fue llamado a trabajar con André Malraux como asesor técnico de la dirección general de Artes y Letras. De 1966 a 1970 fue profesor de composición en el Conservatorio Nacional Superior de Música y Danza de París.
En 1972, Rolf Liebermann, director de la Ópera de París, encargó a Jolivet que escribiera una ópera Bogomilé ou Le lieutenant perdu con libreto de Marcel Schneider. El compositor dedicó los dos últimos años de su vida a esta obra que quedó inconclusa.
André Jolivet murió repentinamente el 20 de diciembre de 1974 en el distrito séptimo de París. Está enterrado en el cementerio de Montmartre (división 27), cerca de Henri Sauguet y no lejos de Héctor Berlioz.

## Obras selectas

### Piano
- Romance barbare (1920).
- Sarabande sur le nom d'Erik Satie (1925).
- Tango (1927).
- Deux Mouvements (prélude, pastorale) (1930).
- Danses pour Zizou (1934).
- Algeria-Tango (1934).
- Sidi-Ya-ya (1934).
- Madia (1935).
- El viejo camello (1935).
- Fom Bom Bo (1935).
- Mana, six pièces pour piano (1935).
- Cosmogonie (1938).
- Cinq Danses rituelles (1939).
- Étude sur des modes antiques (1944).
- Sonata para piano n°1 (1945).
- Sonata para piano n°2 (1957).

### Música de cámara
- 12 Inventions para doce instrumentos.
- Andante and adagio para cuerdas.
- Chant de Linos para flauta, violín, viola, violonchelo y arpa (1944).
- Cinq Incantations para flauta (1936).
- Cérémonial, homenaje a Varèse para seis percusionistas.
- Mandala para órgano.
- Pastorales de Noël para flauta, fagot y arpa (1943).
- Cuartero para cuerdas (1934).
- Fantaisie-Caprice, para flauta y piano (1953).
- Rhapsodie à sept para siete instrumentos.
- Sérénade para dos guitarras.
- Sonata para flauta.
- Sonatine para flauta y piano (1961).
- Sonatine para flauta y violonchelo.
- Sonatine para oboe y fagot.
- Suite Delphique para doce instrumentos.
- Suite en concert para flauta y percusiones.
- Suite en concert para violonchelo (1965).
- Chant pour les piroguiers de l'Orénoque para Oboe y piano

### Conciertos solistas
- Concierto para Ondas Martenot y orquesta (1947).
- Concertino para trompeta, orquesta, instrumentos de cuerda y piano (1948).
- Concerto para flauta y cuerdas (1950).
- Concerto para arpa y orquesta de cámara (1952).
- Concierto para fagot, orquesta, cuerdas, arpa y piano (1954).
- Concierto para trompeta y orquesta (1954).
- Concierto para Percusión y Orquesta (1958).
- 2 conciertos para violonchelo y orquesta (1962 e 1966).
- Concerto para flauta y percusiones (1965).
- Concierto para piano y orquesta
- Fantaisie-impromptu para saxofón y piano (1953)

### Música orquestal
- Danse incantatoire (1936).
- Cosmogonie (1938).
- Cinq Danses rituelles (1939).
- Suite delphique para instrumentos de viento, arpa, Ondas Martenot y percusiones (1943).
- 3 sinfonías (1954, 1959 e 1964).
- Sinfonía para instrumentos de cuerda (1961).

### Música vocal
- Poèmes pour l'enfant para voz y once instrumentos (1937).
- Les Trois Complaintes du soldat para voz y orquesta (1940).
- Suite liturgique para voz, oboe, violonchelo y arpa (1942).
- Épithalame para coro a doce voces (1953).
- Songe à nouveau rêvé, concierto para soprano y orquesta.

### Música sacra
- La vérité de Jeanne, oratorio.
- Messe Uxor tua.
- Messe pour le jour de la paix.

### Ballets
- Ariadne.
- Ballet des étoiles.
- Guignol et Pandore.
- L'inconnue.
- Les Quatre Vérités.
- Marines.

### Obras líricas
- Antigone.
- Dolorès ou Le miracle de la femme laide (1942).
- Bogomilé ou Le lieutenant perdu (incompleta).